# Neuhaus am Inn
Neuhaus am Inn település Németországban, azon belül Bajorországban. Lakosainak száma 3636 fő (2023. december 31.). Neuhaus am Inn Pocking, Neuburg am Inn, Wernstein am Inn, Brunnenthal, Schärding, Sankt Florian am Inn, Suben és Ruhstorf an der Rott községekkel határos.

## Népesség
A település népessége az elmúlt években az alábbi módon változott:
| Lakosok száma | 3052 | 2899 | 3429 | 3419 | 3434 | 3392 | 3398 | 3428 | 3595 | 3636 |
|               | 1975 | 1987 | 2012 | 2013 | 2014 | 2016 | 2017 | 2019 | 2022 | 2023 |

## Közigazgatás
A 19 településrész:
| - Afham - Döfreuth - Hartham - Höchfelden - Holzham - Huttenthal - Kasöd | - Mattau - Mittich - Neuhaus am Inn - Niederschärding - Pumstetten - Reding - Rothof | - Sieghartsmühle - Voglmühle - Vornbach - Wasen - Weihmörting |

## Látnivalók

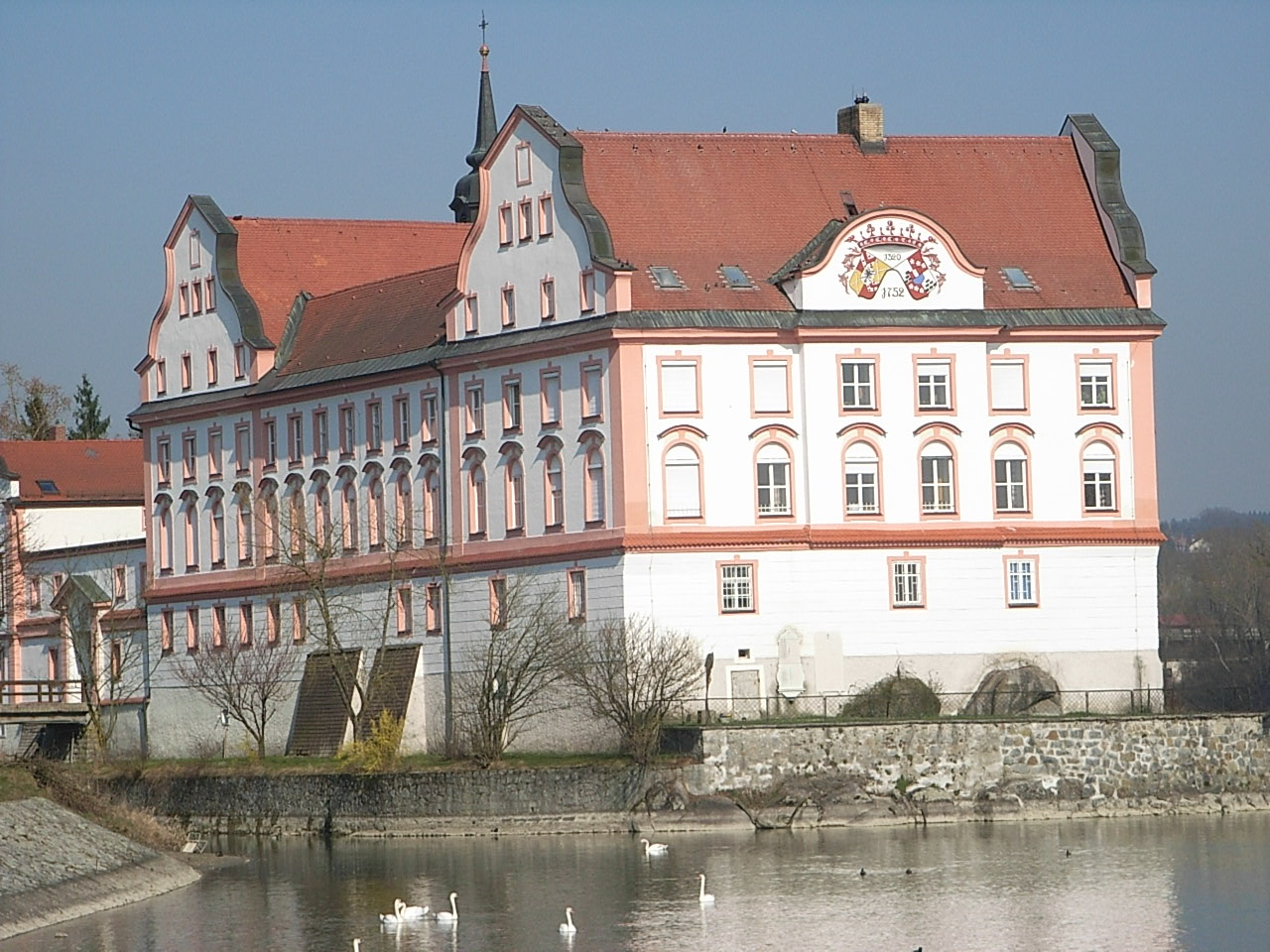
A neuhausi kastély

- A kastély